# James Hayden
Pour les articles homonymes, voir Hayden.
James Hayden est un acteur américain né le 25 novembre 1953 et mort le 8 novembre 1983 à New York. Vedette à Broadway, il est surtout connu pour son rôle de Patrick « Patsy » Goldberg dans le film Il était une fois en Amérique de Sergio Leone.

## Carrière
Hayden a été aide-soignant militaire dans l'armée aux États-Unis durant la guerre du Viet-Nam. À la fin de son contrat, il se dirige vers la comédie et retourne à New York et suit des cours à l'Académie américaine d'Arts Dramatiques. Par la suite, il devient acteur.
En 1983, l'année de sa mort, il a joué un héroïnomane dans la pièce Buffalo américain, acclamé par la critique, avec son ami Al Pacino. 
Ironiquement, Hayden est mort d'une overdose d'héroïne.
En 1984, durant le tournage du Pape de Greenwich Village, Mickey Rourke dédie sa prestation à la mémoire de James Hayden.

## Filmographie
- 1980 : Marilyn, une vie inachevée (Marilyn: The Untold Story) de Jack Arnold et John Flynn
- 1981 : Acte d'amour d'Anthony Harvey et Anthony Page
- 1984 : Il était une fois en Amérique de Sergio Leone